# جام اتصالات امارات
جام اتصالات امارات یا لیگ کاپ امارات (به عربی: كأس اتصالات للمحترفين) که معمولاً به عنوان جام اتصالات شناخته می‌شود، این مسابقات به صورت حذفی در امارات متحده عربی انجام می‌شود. دور اول این بازی ها در فصل ۲۰۰۹-۲۰۰۸ آغاز شد. الاهلی با چهار قهرمانی٬ پرافتخارترین تیم این مسابقات به حساب می‌آید.

## برنده‌ها و نتایج
- ۲۰۰۹: العین ۱ - ۰ الوحده
- ۲۰۱۰: الجزیره ۲ - ۰ عجمان
- ۲۰۱۱: الشباب ۳ - ۲ العین
- ۲۰۱۲: الاهلی ۱ - ۱ (۵ - ۳پ) الشباب
- ۲۰۱۳: عجمان ۲ - ۱ الجزیره
- ۲۰۱۴: الاهلی ۲ - ۱ الجزیره